# Дондушень
Дондушень або Дондюшани (рум. Donduşeni, Дондушень) — місто в Молдові, центр Дондушенського району. Залізнична станція на лінії Бєльці—Чернівці.

## Історія
Історія Дондюшан почалася навесні 1883 року з початком будівельних робіт на залізниці.
У 1902—1905 збудований перший будинок біля залізничної станції. 27 березня 1918 року Бессарабія, в яку входили Дондюшани, об'єдналася з Румунією.
За пактом між Гітлером і Сталіним у період із 26 червня 1940 року Бессарабія була зайнята радянськими військовими силами. 22 червня 1941 року окупована німцями на 1418 днів.

## Населення
В 1970 році населення становило 7,2 тис. жителів. У 2004 році перепис населення показав 9 801 осіб, з яких: 6 495 — молдовани, 2 055 — українці, 1 146 — росіяни, 17 — болгари, 12 — гагаузи, 12 — євреї, 7 — поляки, 1 циган та 56 інших.

## Економіка
У часи МРСР у Дондюшанах працювали цукровий, олійний і хлібний заводи, м'ясокомбінат.

## Світлини

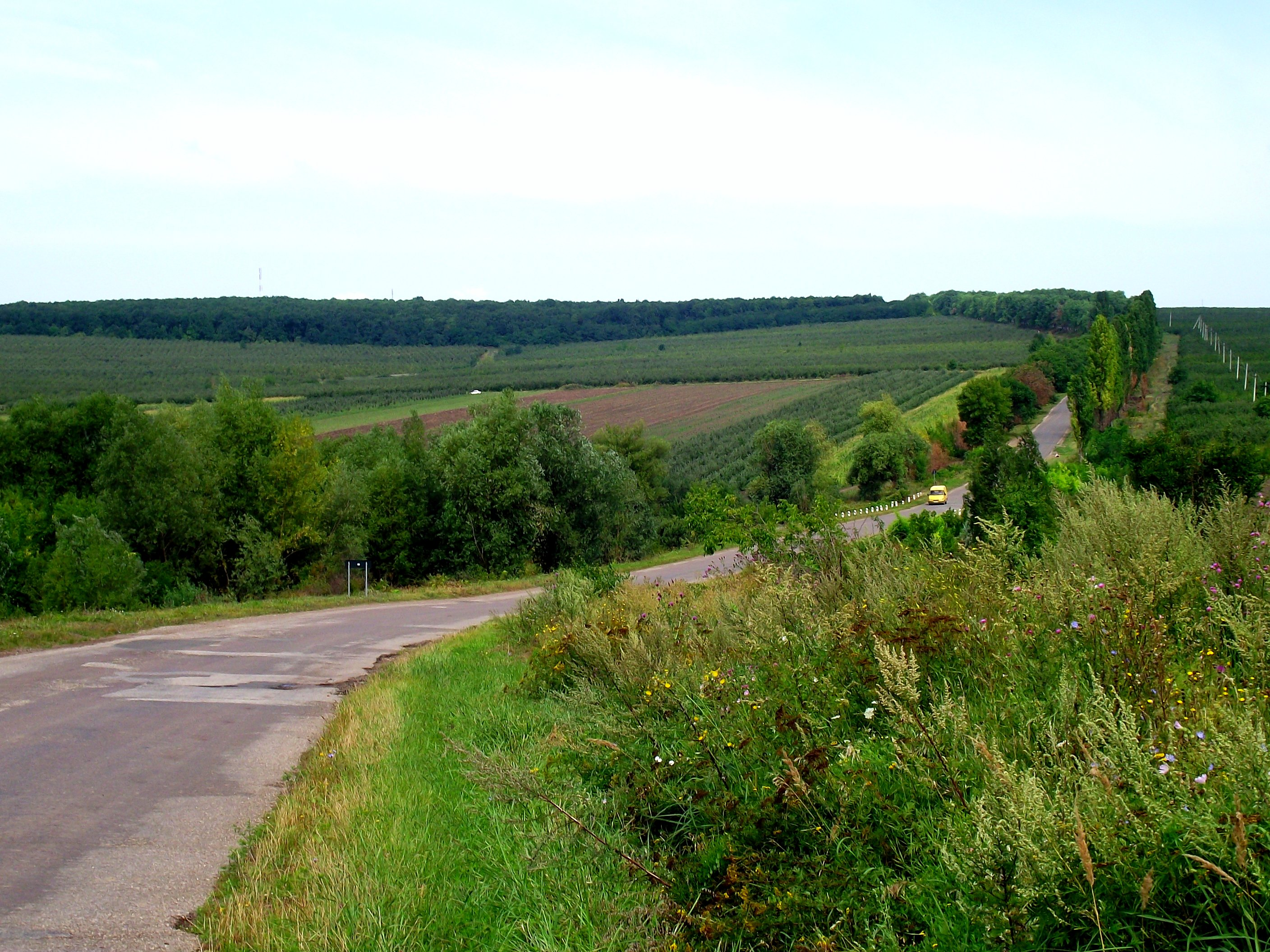
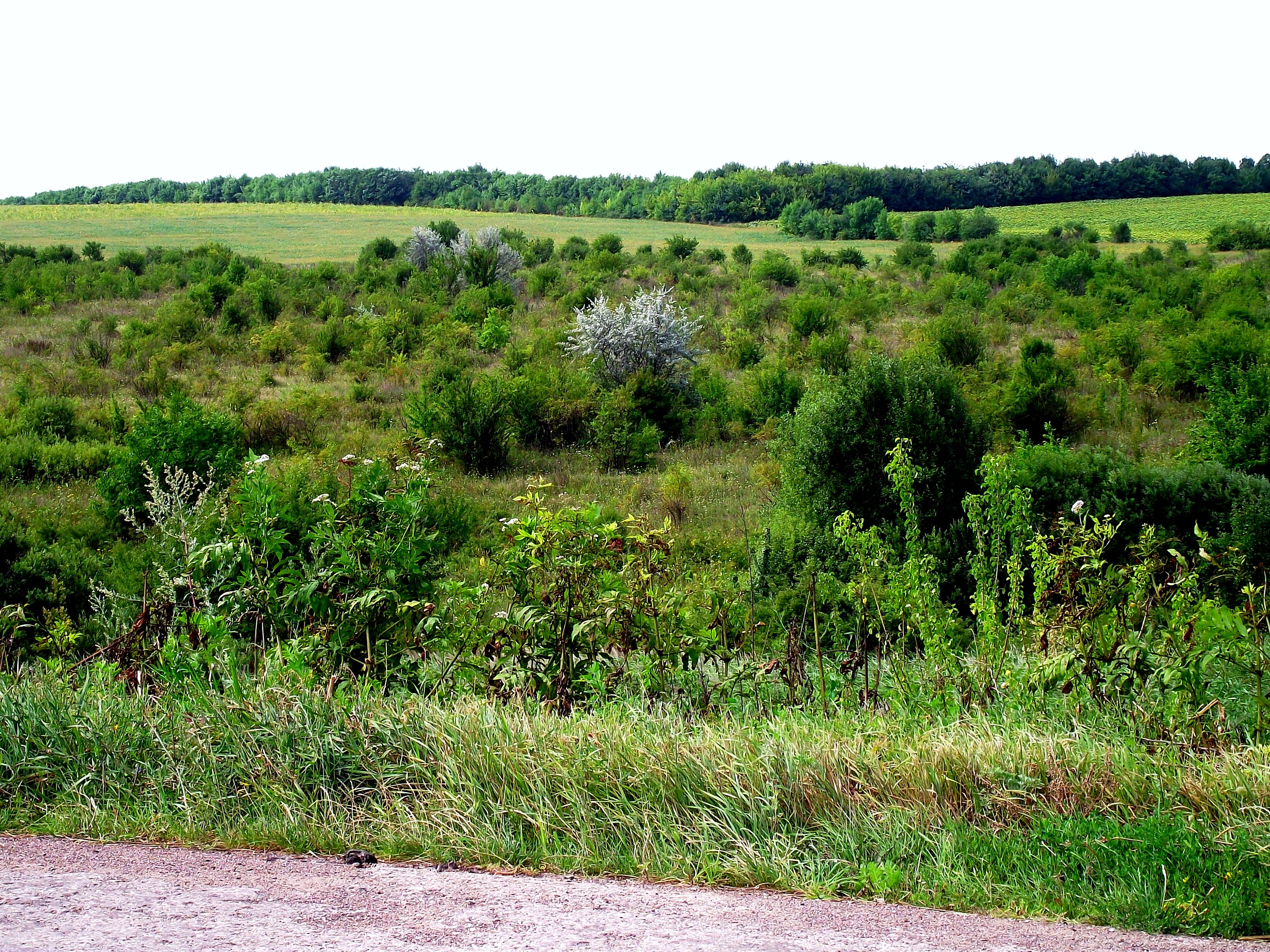
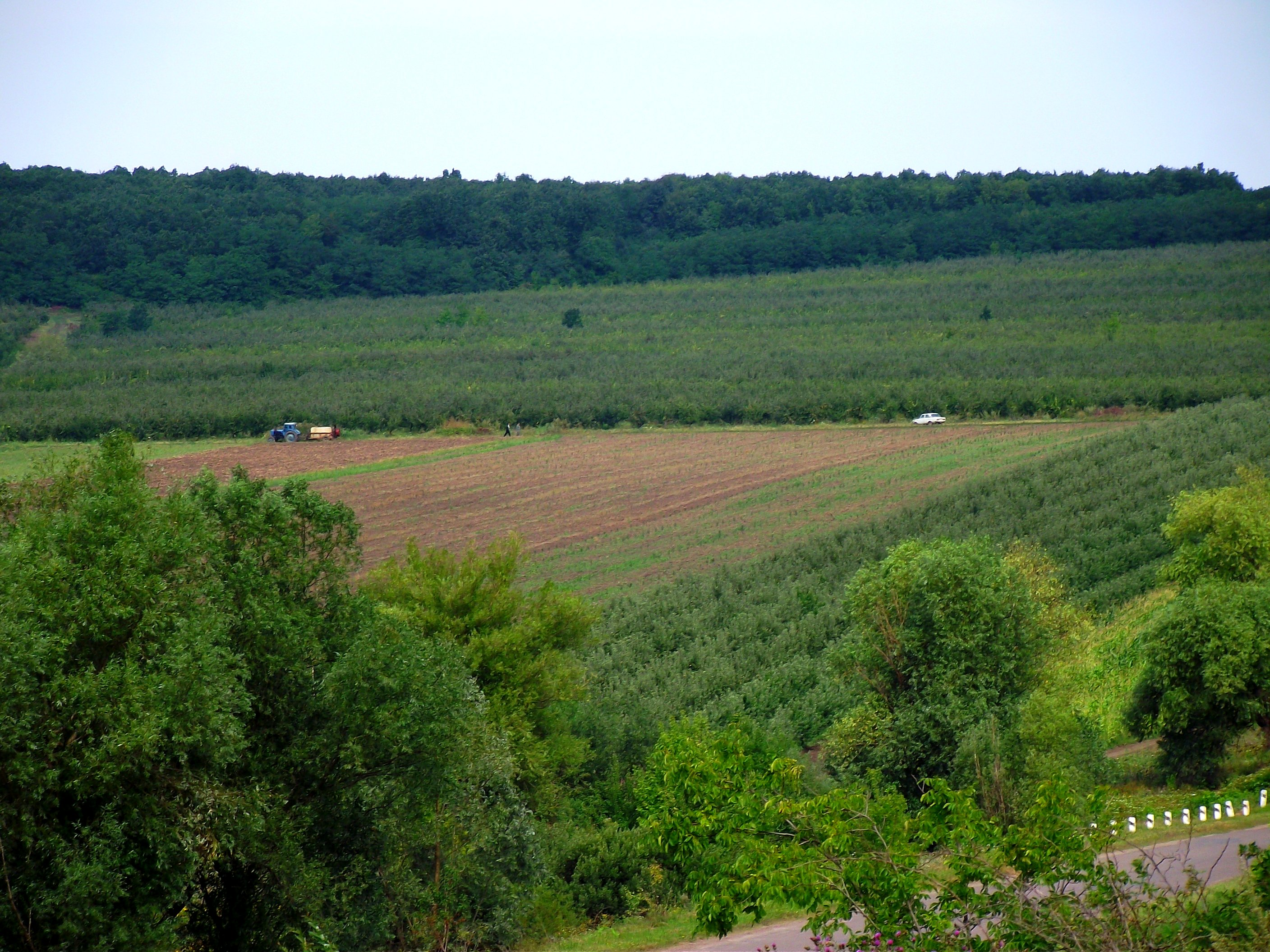

## Інфраструктура
В Дондюшанах є лікарня, готель, відділення поліції, кілька кафе і ресторанів. Три середні школи — дві російські та одна румунська.

## Відомі дондюшанці
- Тетяна Ботнарюк — молдовський політик
- Олександр Гельман — драматург
- Борис Раісов — оперний співак (баритон), народний артист Молдови
- Моше Самбатіон — письменник, літературознавець
- Лідія Фрейман — латиська радянська акторка, народна артистка СРСР
- Семен Вайншток — помічник Президента Росії
- Дорін Речан — молдовський науковець і політик.